# بحثا عن المستقبل المفقود
بحثاً عن مستقبل مفقود (باليابانية : 失われた未来を求めて يُنطق باليابانية  : أوشيناواريتا ميراي أو موتوميتي)، وعنوانه الفرعي À la recherche du futur perdu («والتي تعني بحثاُ عن مستقبل ضائع أو البحث عن مستقبل مفقود» باللغة الفرنسية) وتُختصر أحيانًا إلي واريميتي (باليابانية: われめて) وهو عبارة عن رواية مرئية يابانية مخصصة للبالغين في الأصل كان من المفترض أن يتم تصميم اللعبة من قبل شركة أبهار، ولكن عندما تم حل شركة أبهار، انتقل طاقم الإنتاج إلى شركة ترومييل وتم تصميم الرواية بواسطة شركة ترومبيل Trumple وتم إطلاقها كلعبة علي للحواسيب التي تعمل بنظام ويندوز في الـ 26 من نوفمبر لعام 2010. وتم أتخاذ التسمية الفرعية من أسم رواية البحث عن الزمن المفقود للكاتب الفرنسي مارسيل بروست. تم أصدار مانغاتين وتم نشرهما بواسطة كادوكاوا شوتين وميديا فاكتوري. و 12حلقة أنمي من أنتاج أستديو فيل ومن إخراج ناوتو هوسودا وتم بث الحلقات في الفترة بين أكتوبر وديسمبر من عام 2014.

## اللعب
يُعد بحثاً عن مستقبل مفقود هو رواية بصرية رومانسية يتولى فيها اللاعب علي الحاسوب دور سو أكياما. في هذه اللعبة يتطلب من اللاعب القليل التفاعل حيث عليه قضاء معظم مدة اللعبة في قراءة النص الذي يظهر على الشاشة، وهو ما يمثل القصة السرد والحوار. تتبع اللعبة خطًا متفرّعًا بنهايات متعددة، واعتمادًا على القرارات التي يتخذها اللاعب أثناء اللعبة، ستتقدم الحبكة في اتجاه معين علي غرار الكثير من هذه الألعاب. والتي تمثل إجابة الشخصيات الآخري التي يحدثها سو. طوال اللعبة، يصادف اللاعب بعض الرسومات الحاسوبية في نقاط معينة من القصة، والتي تحل محل الخلفية والشخصية. وعلي غرار هذه النوعية من الألعاب
هناك أربعة خطوط حبكة رئيسية بحيث يُتاح للاعب الفرصة كي يجربها، واحدة لكل بطلة من بطلات القصة. بين الحين والآخر، سيصل اللاعب إلى نقطة معينة بحيث تُمنح له الفرصة للاختيار بين خيارات متعددة. حيث يتوقف تقدم النص مؤقتًا عند هذه النقاط حتى يتم الاختيار. لعرض جميع خطوط الحبكة بالكامل، يتعين على اللاعب إعادة تشغيل اللعبة عدة مرات واختيار خيارات مختلفة وذلك لنقل القصة في اتجاه بديل. هناك بعض مشاهد الـرسوم الحاسوبية الجنسية بحيث يتم تصوير سو يقوم بالجنس مع إحدي الشخصيات الرئيسية الأربع.

## الحبكة
تدور أحداث قصة بحثاً عن مستقبل مفقود في بداية القرن الواحد و العشرون بالأخص في عام 2008 في أكاديمية أوتشيهيما (باليابانية : 内浜学園 تُنطق باليابانية : أوتشيهيما جاكوين) ومع تزايد عدد الطلاب الجدد في الأكاديمية كل عام، يتم إنشاء مبنى مدرسي جديد. قبل انتقالهم إلى المبنى الجديد، تقيم الأكاديمية مهرجانًا أخيرًا للنادي العام في المبنى القديم قبل إغلاقه. قرر كل فريق أن يبذل قصارى جهده لإنجاح المهرجان. تطلب اللجنة التنفيذية لمجلس الطلاب من نادي الفلك تهدئة القلق وحفظ النظام بين الطلاب فيما يتعلق بالحوادث الغامضة التي تجري في المبنى القديم. أثناء قيام إعضاء نادي الفلك بالبحث عن تفسير لتلك الحوادث الغامضة في المبني القديم اهتزت الغرفة بزلزال غير طبيعي. أنقسم الجميع للتحقيق - باستثناء ناجيسا التي لا تزال في الخلف واقفة. عندما يغادر الجميع، لاحظت ناجيسا أن المكعب الشبيه بالبقايا الغريبة الذي كانت تلعب به يبدأ في إصدار ضوء أزرق غريب. في هذه الأثناء، يجد سو أمامه فتاة عارية غامضة وهي يوي فوروكاوا، التي يبدو أنها تعرف سو، وتنتقل في وقت متأخر من العام الدراسي، وتبدأ تروس القدر ببطء في نقل الأحداث
في 14 أكتوبر 2008، تعرضت أحدي أعضاء نادي الفلك وهي كاوري ساساكي ، لحادثة ونجت منها لكنها دخلت في غيبوبة لم تستيقظ أبدًا. عمل كل من سوأكياما، إيري هاسيكورا، ناجيسا هانميا، ناجافون، كيني وإيتارو، الذين يعدون أيضًا أعضاء في نادي الفلك، واصلوا أبحاثهم لإيقاظ كاوري، لكنهم فشلوا فشل ذريعاً. ثم يتوصل الأعضاء إلى طريقة لإرسال الأندرويد الفاشل، والذي نشأ في عملية البحث، إلى الماضي بهدف تغيير التاريخ وإنقاذ كاوري من الغيبوبة. فتاة الأندرويد التي تم إرسالها هي يوي فوروكاوا لاستعادة المستقبل المفقود، كُررت العملية لعدة أسابيع حتى وقوع الحادث بينما تعرضت لقوة تصحيح التاريخ «سلسلة السبب والنتيجة».
بالإضافة إلى النهاية الأصلية للقصة التي تصل في نهاية التكرار في نفس الوقت، اعتمادًا على اختيار اللاعب في النصف الأول، قد ينتهي الأمر بكاوري إلى الارتباط بسو أو أرتباط سو بأي بطلة

## الشخصيات
الشخصيات الرئيسية الستة في الأنمي هم طلاب في نادي الفلك في أكاديمية يوتشياما.
سو أكياما (باليابانية : 秋山 奏 تُنطق باليابانية : أكياما سو)
أداء صوتي: تاكوما تيراشيما (الأنمي)، يوريكا أيزاوا (7 سنوات)
وهو طالب في السنة الثانية في الفصل (ب) وعضو في نادي الفلك في أكاديمية أوتشيهما. كل من والده ووالدته علماء ولديهم سلطات في مجال الهندسة الميكانيكية. يعيش في منزل صديقة طفولته كاوري ساساكي حيث يعمل والديه خارج اليابان. يعد سو من الكبار المهتمين بعلم الفلك، ويخطط لبناء قبة فلكية لمهرجان المدرسة. نظرًا للمصير الذي لقي صديقته كاوري، فيخطط بشدة لدراسة العلاج الطبي والتورينغ الكمي، على أمل تحقيق مستقبل أكثر إشراقًا. في الأنمي، اختار يوي لتصبح حبيبته بدلاً من كاوري.
كاوري ساساكي (باليابانية : 佐々木 佳織 تُنطق باليابانية : ساساكي كاوري)
أداء صوتي: ميابي أريسوجاوا (اللعبة)، هاتسومي تاكادا (الأنيمي)
هي صديقة طفولة سو. وهي طالبة في السنة الثانية في الصف (ب). وهي زميلة سو ونائبة رئيس نادي الفلك. إنها طيبة القلب وجيدة في الطبخ. تعيش مع والدتها وسو في المنزل نفسه؛ لكن تقع غرفة سو في مبنى منفصل عن المنزل الرئيسي. كاوري واقعة في حب سو واعترفت له لاحقًا بمشاعرها. في بداية المسلسل، أصيبت كاوري بحادث حافلة ودخلت في غيبوبة. هذا يدفع سو إلى دراسة العلوم والطب من أجل إنقاذها. عندما تم إنقاذ كاوري في الماضي، استيقظت من غيبوبتها في الوقت الحاضر حيث تمكنت سو أخيرًا من استعادة مشاعرها.
يوي فوروكاوا (باليابانية : 古川 ゆい تُنطق باليابانية : فوروكاوا يوي)
أداء صوتي: يوكاري أويامي (اللعبة)، أكاني توموناجا (الأنيمي)
يوي هي طالبة في السنة الأولى في الصف (أ) وبطلة ثانوية انتقلت إلى أكاديمية أوتشيهاما مؤخرًا. وانضمت إلى نادي الفلك بعد أن عثر عليها سو وهي عارية في إحدي الغرف بمبني الإكاديمية القديم. يوي هي عبارة عن إنسانة ذات ذكاء اصطناعي تم إنشاؤها من مشروع يوي البحثي لوحدة الذكاء الاصطناعي بهدف إنقاذ كاوري حيث تم إرسالها إلى الماضي أي إلي 1 أكتوبر 2008 عدة مرات من قبل سو لإنقاذ كاوري من حادث الحافلة الوشيك في بداية السلسلة. تقع في حب سو المستقبلي وتمكنت من الاعتراف بمشاعرها السابقة لسو قبل أن تختفي بعد أن تمكنت من إنقاذ كاوري بنجاح. وهذا يعطي سو هدفاً جديدًا لإعادة إنشاء يوي مرة أُخري موضحة في الخاتمة.
إيري هاسيكورا (باليابانية : 支倉 愛理 تُنطق باليابانية : هاسيكورا إيري)
أداء صوتي: رينو كاواشيما (اللعبة)، كي ميزوساوا (الأنيمي)
تعد إيري صديقة كاوري المقربة. وهي طالبة في السنة الثانية في الفصل (أ) وهي رئيسة نادي الفلك. إنها حكيمة وتلعب دورًا رائدًا في النادي. تتعلم فن الدفاع عن النفس الياباني الأيكيدو وهي أقوى بكثير من سو علي الرغم من كونها فتاة. إنها تستخدم الركلات بشكل أساسي أثناء القتال ضد الآخرين. في المستقبل، تصبح عالمة وتأخذ علي عاتقها مساعدة سو في إنقاذ كاوري بأي شكل ممكن. ولديها بعض مشاعر تجاه سو لكنها تخفيها وهي تعلم أن كاوري تحبه بشدة.
ناجيسا هاناميّا (باليابانية : 華宮 凪沙 تُنطق باليابانية : هاناميّا ناجيسا)
أداء صوتي: توموي تامياسو
ناجيسا هي طالبة في السنة الثالثة في الفصل (ج) وهي عضوة في نادي الفلك. تنحدر من عائلة ثرية ذات طبيعة جيدة، حيث يتوقع والدها منها القيام بأشياء عظيمة. وهي مُضيفة مجتمع هاناميّا (باليابانية : 華宮会 تُنطق باليابانية : هاناميّا-كاي) ، وهي وكالة استخبارات تعتمد على نادي معجبيها في المدرسة. وتمتاز ناجيسا بإنها فتاة ذكية، لكنها لئيمة بعض الشيء. غالبًا ما تقرأ كتابًا في غرفة النادي، وتمتلك صندوقًا أسود غامضًا يتعلق بجوهر يوي. في المستقبل، تقوم ناجيسا ببناء مختبر هاناميّا للأبحاث العامة لتحقيق هدفها وتوفير الأمل. أسست جدة ناجيسا التي كانت باحثة في علم بدايات الحروب، أكاديمية أوتشيهاما بعد أن قابلت يوي من خلال حلقة زمنية عبر الصندوق الأسود.
كينّي إيتارو أوسافوني (باليابانية : 長船･KENNY(ケニー)･英太郎 يُنطق باليابانية : أوسافوني كينيّ إيتارو)
أداء صوتي: كابي ياماجوتشي
هو طالب في السنة الثانية في الفصل (ج). وهو عضو في نادي الفلك وصديق سو المقرب. وهو طالب تبادل من الولايات المتحدة. إنه يمتاز بكونه ليس حكيمًا، لكنه لطيف جدًا مع أصدقائه. لديه صديقة شجاعة تدعى جينيفر، تعيش في الولايات المتحدة، اسمه بالكامل مكتوب باسم «أوسافوني كينيّ إيتارو» في الفيديو الافتتاحي للعبة. في المستقبل، قدم النظرية حول السفر عبر الزمن إلى سو.

### شخصيات ثانوية
رئيس مجلس الطلاب (باليابانية : 会長 يُنطق باليابانية : كايتشو)
أداء صوتي: هاياتو (اللعبة)، هاياتو ناكاتا (الأنيمي)
هو طالب في السنة الثالثة في الفصل (ج) وهو رئيس المجلس التنفيذي للطلاب. اسمه الحقيقي غير معروف. يكلف نادي الفلك بمسؤولية الحفاظ على الهدوء بين المدرسة حتى المهرجان.
نيكو ياماجا (باليابانية : 山賀 寧子 يُنطق باليابانية : ياماجا نيكو)
أداء صوتي: كوتوني كاجامي (اللعبة)، ميا ناروسي (الأنيمي)
هي طالبة في السنة الثانية من الفصل (ب) ترتدي نظارات. هي نائبة رئيس مجلس الطلاب التنفيذي وزميلة سو وكاوري. يشار إليها عادة باسم "vice-president" (副会長 fuku-kaichō) في اللعبة.
ساكونوشين هونجو (باليابانية : 本城 作之進 يُنطق باليابانية : هونجو ساكونوشين)
أداء صوتي: سويتشي ياماناكا (اللعبة)، أداء صوتي:  أكيو أوتسوكا (الأنيمي) 
هو كبير خادم عائلة هاناميّا وهو الحارس الشخصي لناجيسا ولديه بعض الخبرة في المصارعة المنغولية .
ميتسونوري أوجاوا (باليابانية : 小川 光憲 يُنطق باليابانية : أوجاوا ميتسونوري)
أداء صوتي: هادوكين (اللعبة)، كينيتشي أوغاتا (الأنيمي)
هو مدرس قديم في أكاديمية أوتشهاما. وهو مستشار في نادي الفلك ومدير مكتبة المدرسة. نادرا ما يظهر في النادي.
شيوري ساساكي (باليابانية : 佐々木 詩織 تُنطق باليابانية : ساساكي شيوري)
أداء صوتي: نامي كوروكاوا (اللعبة)، يوكو غوتو (الأنيمي)
هي والدة كاوري وهي باحثة في المعهد الوطني للعلوم. زوجها هو أيضًا باحث ويعمل مع والدي سو خارج اليابان. انغمست في دراسة الدماغ البشري.
يايكو أزوما (باليابانية : 東 八重子 تُنطق باليابانية : أزوما يايكو)
أداء صوتي: أيكو توماتو (اللعبة)، أتسومي تانيزاكي (الأنيمي)
وهي طالبة في السنة الثالثة في الفصل (ج) وزميلة ناجيسا . وهي عضوة في النادي الأدبي في أكاديمية أوتشياما. تصادف شبحًا في المدرسة وتخبر أعضاء نادي الفلك عن تلك التجربة المرعبة . إنها خجولة وفاقدة الحظ بطبيعتها.
الزعيم (باليابانية : ボス تُنطق باليابانية : بوسو)
أداء صوتي: كيكوتارو ناميريكاوا (اللعبة)، تاكو كاوامورا (الأنيمي)
هو رئيس نادي الجودو بأكاديمية يوتشياما. اسمه الحقيقي غير معروف. إنه قاسي للغاية ويفتقر إلى المرونة. قام بدفع كاوري أثناء المواجهة، مما أدى إلى إصابتها بكسر في ساقها. خلال المهرجان العام، يخوض نادي الجودو والكاراتيه مباراة ودية.
كارين فوكازاوا (باليابانية : 深沢 花梨 تُنطق باليابانية : فوكازاوا كارين)
أداء صوتي: ساتومي ساتو (الأنيمي)
هي طالبة في السنة الأولى وزميل ليوي. أصبحت صديقة يوي خلال وقت قليل وهي تجلس بجوار يوي في الفصل. إنها آيدول وغالبًا ما تظهر في التلفزيون. هي شخصية أصلية لمسلسل الأنيمي التلفزيوني ولم تظهر في اللعبة علي الأطلاق .

## التطوير والإفراج
بحثاً عن المستقبل المفقود هو العنوان الوحيد الذي أخرجه استوديو الروايات المرئية ترومبيل . في الأصل، كان فريق التصميم يطور اللعبة تحت إشراف مطور الروايات المرئية أباهار، ولكن بعد حل شركة أباهار، شكل الفريق العامل على اللعبة استوديو ترومبيل. كتب سيناريو اللعبة ثلاثة أشخاص هم ريو أوتا، وكينجي سايتو، وماساكي ساوا علي التوالي . تم تقسيم تصميم الشخصيات والتوجيه الفني للعبة بين ثلاثة فنانين وهم كوريهيتو ميساكي الذي يعد مبتكر شخصيات كاوري ساساكي، إيري هاسيكورا وشيوري ساساكي وقام بتصميم لشخصيات ذكور؛ شينوبو كورويا والذي صمم شخصيات يوي فوروكاوا، ناجيسا هاناميا، والشخصيات النسائية (لا تشمل تلك التي رسمها ميساكي)؛ وميا ناروسي، اللتان قدمتا رسوم توضيحية مشوهة للغاية تم تأليف موسيقى اللعبة بواسطة فوجا هاتوري. و تم إصدار لعبة بحثاً عن المستقبل المفقود In Search of the Lost Future في 26 نوفمبر 2010 كإصدار محدود، حيث تم إصدار قرص DVD على الحواسيب التي تعمل بنظام ويندوز. تم إصدار الإصدار العادي من «البحث عن المستقبل المفقود» في 25 فبراير 2011. بعد إصدار اللعبة، أعلنت شركة ترومبل تعليق نشاطهم في 27 يوليو 2012.

## الوسائط ذات الصلة

### وسائل الاعلام المطبوعة
تم إصدار مانجا مصورة بواسطة المناغاكا ساسايوكي في مجلة شوتين كومب إيس التابعة لشركة كادوكاوا شوتين في الفترة بين نوفمبر 2011 وأكتوبر 2012.  تم إصدار مجلدين تانكوبون : الأول في الـ 23 فبراير 2012 والثاني في الـ17 نوفمبر 2012.  بدأ إصدار المانجا الثانية، التي رسمها تاكيشي كاجورا، في مجلة كوميك ألايف الشهرية التابعة لشركة ميديا فاكتوري. ونشرت شركة إنتربرين دليلاً مؤلفًا من 128 صفحة للعبة بعنوان: كتاب المعجبين المرئي بحثاً عن المستقبل المفقود في 27 مايو 2011.

### الأنمي
تم الأتفاق علي إصدار 12 حلقة أنيمي تلفيزيوني بواسطة أستديو فيل   وإخراج ناوتو هوسودا، وتم بثها في اليابان لأول مرة في الفترة ما بين 4 أكتوبر و 20 ديسمبر 2014. تمت كتابة حوار القصة بواسطة سادايوكي موراي وتاتسويا تاكاهاشي وساتوكو شينوزوكا، وتأليف قصة المسلسل بواسطة ريّ كاواماتا . الموسيقى من تأليف فوجا هاتوري، وعمل ساتوشي موتوياما علي أخراج الاصوات. وتم ترخيص الأنمي للبث في أمريكا الشمالية بواسطة فانميشن. هناك جملة فرنسية، و "Nous dépassons beaucoup d'aujourd'hui، et changerons le destin quelque jour" (تُرجم حرفيًا إلي «نحن نمر كثيرًا اليوم، ونغير المصير يومًا ما»، ويتم تفسيرها على أنها «نمر كثيرًا (بالأحداث) اليوم، وسنغير مصيرنا يومًا ما»)، أسفل شعار عنوان الأنمي.

#### قائمة الحلقات
| ترتيب الحلقة | عنوان الحلقة باليابانية    | عنوان الحلقة بالعربية             | تاريخ بث الحلقة لأول مرة |
| --- | -------------------------- | --------------------------------- | ------------------------ |
| 1 | 失われた未来               | مستقبل مفقود                      | 4 أكتوبر 2014            |
| سو أكياما يعيش مع صديقة طفولته كاوري ساساكي، وكلاهما يذهب إلي أكاديمية أوتشيهاما وهما عضوان في نادي علم الفلك. جنبًا إلى جنب مع زملائهما أعضاء النادي ناغيسا هاناميا وآيري هاسيكورا وكيني أوسافوني بحيث يتعاملون مع المشكلات التي تحصل في الأندية الأخرى. بعد أن اعترفت كاوري بمشاعرها الحقيقية تجاه سو، تتعرض غرفة نادي الفلك لهزة شبيهة بالزلزال بينما يضيء صندوق ناغيسا الأسود فجأة، ثم يفحص سو الطابق العلوي ويجد فتاة عارية فاقدة للوعي . |                            |                                   |                          |
| 2 | 彼女と霊の存在証           | دليل إثبات علي وجودها هي والأشباح | 11 أكتوبر 2014           |
| تُستكمل أحداث الحلقة مع معرفة هوية الفتاة التي تم العثور عليها في الحلقة السابقة بحيث تقوم بالتعريف نفسها باسم يوي فوروكاوا وتعاني من فقدان للذاكرة على الرغم من معرفتها باسم سو . وبمساعدة ناغيسا، أصبحت يوي طالبة في أكاديمية أوتشيهاما . في مهرجان المدرسة القادم. يسعى مجلس الطلاب للحصول على مساعدة من نادي الفلك للتحقيق في شائعات بشأن رؤية أشباح في الأكاديمية. تستعيد يوي قبعتها من غرفة النادي وينشط الصندوق الأسود عن طريق الخطأ ويستجيب لها . ثم تخبر ناغيسا بشكل غامض عن مهمتها التي جاءت لتؤديها في المدرسة، وبدأت يوي بالتذكر شيئاً فشيئاً |                            |                                   |                          |
| 3 | 会長はきらめく瞳で夢を見る | أحلام الرئيسية بعيون متألقة       | 18 أكتوبر 2014           |
| تتذكر آيري لقاء كاوري وسو لأول مرة، بينما تخفي بعض مشاعر الإعجاب تجاه سو. يجتمع أعضاء نادي الفلك وذلك لمواصلة التحقيق في شائعات مشاهدات الأشباح، عندما طلب نائبة رئيس مجلس الطلاب، نيكو ياماغا، المساعدة بشأن المشكلة بين نوادي الجودو والكاراتيه. تشعر يوي بأن كاوري ستصاب بإصابة في كاحلها بسبب تورطها في الشجار (كما رأينا في الحلقة الأولى)، لذا أخرجتها من المكان على الفور. بينما يواصل أعضاء نادي الفلك تحقيقاتهم، تخبر أمينة المكتبة ناغيسا وكيني حول رؤيتها لشبح علي السطح بينما رأت كل من كاوري ويوي الشبح في الكافيتريا. وبعد الفحص اتضح أن هذا الشبح مزيف وتم ترتيب كل هذا من قبل نادي الأفلام . بينما يتوجه أعضاء النادي إلى المنزل، تنظر يوي إلى المدرسة. يظهر المشهد الأخير شبح أو تجسيد ليوي على السطح. |                            |                                   |                          |
| 4 | 万物は流転する             | كل شئ في حالة تغير مستمر          | 25 أكتوبر 2014           |
| يتلقى سو كاميرا من ناجيسا التي حصلت عليها الأخيرة من قبل أعضاء نادي الأفلام . ويبدأ سو في التقاط صور لزملائه في المدرسة وبعض أعضاء نادي الفلك. قرر أعضاء النادي التغيب عن حصة ما بعد الظهر لزيارة حديقة لايت هاوس . أثناء حديثهم معاً فاتتهم محطة الحديقة لذلك قرروا أن يذهبوا إلي منتزه آخر تتأذى كاوري عندما يظهر ثعبان أمامها فنتيجة ذلك تفقد حذائها في النهر. وبينما تحاول كاوري استعادة حذائها يتدخل سو لمساعدتها، تتدخل يوي بدلاً منها لأنها تشعر بالقلق على سلامتهما فيهرع سو للأمساك بيوي التي تتمكن من التقاط حذاء كاوري. يلتقط أعضاء نادي الفلك صورة جماعية باستخدام كاميرا سو . |                            |                                   |                          |
| 5 | 量子猫と雫の行             | مسلك القطة الكمية والقطارة        | 1 نوفمبر 2014            |
| خلال فصلهم، استمع كل من سو وآيري وكاوري بينما يشرح معلمهم مفهوم قطة شرودنغر وتفسير نظرية العوالم المتعددة. بعد ذلك، يتعامل نادي الفلك مع مشكلة أخرى في النادي عندما تسبب بعض أعضاء فتيات نادي لعبة البقاء تعثر آيري وسقوطها على نيكو، مما تسبب في تدمير الكمبيوتر المحمول الخاص بالأخيرة. يذهب كل من سو وآيري وناغيسا وكيني ليزورون نادي الكمبيوتر للحصول على حاسوب بديل لنيكو. بينما تبقى كاوري ويوي في غرفة النادي، وتناقشان حول علاقة الأخيرة بـ سو. تتفوق ناغيسا على برمجة الذكاء الاصطناعي التي أنشأها أعضاء نادي الكمبيوتر باستخدام مبدأ المفارقة الكاذبة. في الليل، تتحدث كاوري مع سو في غرفته بشأن الأمور التي تحصل معها وتلمح بشكل ما حول مشاعرها تجاهه .                                                      |                            |                                   |                          |
| 6 | 籠の鳥の進路相談           | الإرشاد الوظيفي لطائر في القفص    | 8 نوفمبر 2014            |
| يناقش أعضاء نادي الفلك خطتهم المهنية بمجرد تخرجهم من المدرسة الثانوية. تمنح آيري يوي شارة النادي. ترافق ناغيسا سو وذلك الحصول على الصور بعد أن تم استخراجها من الكاميرا ومن ثم يلتقون بخطيب ناغيسا المدعو باسم هيكارو ريّتو لكن ناغيسا تقدم سو كـ "حبيبها". وثم يصلون لمركز الأركيد للعب البولينج والأركيد بحيث تنافسوا كل من سو وهيكارو معاً لكسب قلب ناغيسا وودها . |                            |                                   |                          |
| 7 | 239万光年の想い            | أمل عبر 2,39 مليون سنة ضوئية      | 15 نوفمبر 2014           |
| باستثناء ناغيسا، يزور كل أعضاء نادي الفلك منزل كاوري لخبز بعض المعجنات أثناء العمل على قبة فلكية مصغرة استعدادًا لمهرجان المدرسة القادم. تتسلل يوي في غرفة ناغيسا لأخذ سلسلة المفاتيح التي تشبه الدب المثبتة على حقيبتها وتعد بإلعادتها في الوقت المناسب لقد ذهبوا للتسوق من البقالة مع إلحاح Yui لكاوري لشراء مسحوق الشاي نظرًا لنقص المعروض منه في غرفة النادي. عند عودته إلى المنزل، ساعد Yui Sō في بناء القبة السماوية المصغرة. بينما كانت Sō تحاضر Yui عن النجوم، تتذكر مشهدًا مشابهًا وصلت Nagisa في وقت لاحق من ذلك اليوم، ويشاهد نادي علم الفلك الكامل في رهبة القبة السماوية المصغرة. يدعو Sō Yui باسمها الأول، مما تسبب في غيرة Kaori's.                                                                          |                            |                                   |                          |
| 8 | すれ違う流星               | النجم المشع يمر في الليل          | 22 نوفمبر 2014           |
| |                            |                                   |                          |
| 9 | 過去への扉                 | مدخل إلي الماضي                   | 29 نوفمبر 2014           |
| |                            |                                   |                          |
| 10 | 残された時間               | الوقت المتبقي                     | 6 ديسمبر 2014            |
| |                            |                                   |                          |
| 11 | ? 明日また, 会えるよね     | اراك مُجدداً غداً، أتفقنا ؟          | 13 ديسمبر 2014           |
| |                            |                                   |                          |
| 12 | 君のいる未来               | المستقبل الذي أمتلكك              | 20 ديسمبر 2014           |
| |                            |                                   |                          |
| أوفا | 失われた夏休みを求めて     | بحثاً عن إجازة صيفية مفقودة        | 29 أغسطس 2015            |
| |                            |                                   |                          |

### الموسيقى
تحتوي الرواية المرئية بحثاً عن المستقبل المفقود على ثلاث أغنيات غناء ميوكي هاشيموتو: الشارة الافتتاحية باليابانية : ∞未来 (  تنطق باليايانية "موجين ميراي"، و التي تعني "المستقبل اللامتناهي") ، إدراج أغنية "شعاع الذكريات"، وشارة النهاية "سالوت".سولي! " (والتي تعني "وداعا! يا أيّتها شمس."). وتم إصدار أغنية واحدة تشمل على جميع الأغاني الثلاثة بواسطة شركة لانتيس في 27 أكتوبر 2010.
الأغنية الافتتاحية للأنمي هي «ليه جور» («اليوم») التي غناء ساتومي ساتو، وشارة النهاية هي باليابانية 明日また会えるよね (و تنطق باليابانية "اشيتا ماتا أيرو يو نيه"، و التي تعني " سنلتقي غداً , أليس كذلك ؟ ") ، بثلاثة أشكال مختلفة غناها كاوري ساساكي (هاتسومي تاكادا) ويوي فوروكاوا (أكاني توموناجا) وكلاهما. تم إصدار كلا المنفردين في 22 أكتوبر 2014. 

## الاستقبال
في الفترة من سبتمبر إلى نوفمبر 2010، تم تصنيف لعبة بحثاً عن المستقبل المفقود مرتين في المراكز العشرة الأولى في قائمة أكثر اللعب ذات الطلبات المسبقة لألعاب الكمبيوتر الشخصي الوطنية في اليابان. وجاء التصنيف في المرتبة الثالثة في الفترة من سبتمبر إلى أكتوبر، والمركز الأول في الفترة من أكتوبر إلى نوفمبر. احتلت لعبة بحثاً عن المستقبل المفقود المرتبة الأولى من حيث المبيعات الوطنية لألعاب الكمبيوتر الشخصي في اليابان في نوفمبر 2010. احتلت اللعبة المركزين في المركز 43 مرتين في كل من ديسمبر 2010 وفبراير 2011 .

## روابط خارجية
- الموقع الرسمي
 في Trumple باللغة اليابانية
- الموقع الرسمي
 باللغة اليابانية
- بحثًا عن المستقبل المفقود في Funimation
- بحثا عن المستقبل المفقود (أنمي) في شبكة أخبار الأنمي
- بحثا عن المستقبل المفقود في قاعدة بيانات الرواية المرئية